# 도쿄 컨트롤
도쿄컨트롤은 일본의 후지 TV에서 방영한 드라마이다.